# 적보대
적보대(일본어: 赤報隊 세키호타이[*])는 막말 1860년대 일본 내전 당시 활동하던 정치극단주의 조직이다.
사츠마 번의 군벌 사이고 다카모리와 이와쿠라 도모미의 지원을 받아 1868년 1월 8일 오미국 마쓰오 산의 절간 금강륜사에서 결성되었다. 사가라 소조가 대장이었고, 아야노코지 도시자네, 시게노이 긴히사 등 귀족들을 맹주로 옹립했다. 이름의 유래는 "붉은 마음을 품고 국가의 은혜예 보답한다"는 뜻이다. 1번대, 2번대, 3번대의 3개 대로 구성되어 있었고 각 부대의 구성은 다음과 같았다.
- 1번대(대장 사가라 소조): 에도 시절부터 사가라와 동지였던 자들로 구성
- 2번대(대장 스즈키 미키사부로): 구 신센구미 출신들로 구성. 대장인 스즈키도 과거 신센구미 9번대 조장이었다.
- 3번대(대장 유카와 렌자부로): 미나쿠치 번 고슈 출신들로 구성.

사가라는 적보대를 이끌고 에도 시내에서 막부군에 대한 도발 행위 등 공작을 실시하여 보신 전쟁의 첫 전투인 도바 후시미 전투가 일어나게 만들었다. 적보대는 우신정부측의 허가를 얻어 유신정부 도산도(東山道)군의 선봉으로서 각지를 돌아다니며 소작료 반감[年貢半減] 등을 요구하는 사회 개혁 봉기군으로 행세하면서 민중의 지지를 얻었다. 그러나 유신정부는 적보대에게 관군지어인(官軍之御印)을 내주지 않았고, 문서 증거를 남기지 않도록 지시했다.
2월 6일 시나노국에 진입한 적보대는 시모스와 숙을 거점으로 하여 호쿠리쿠 지방의 유번들과 에도 사이의 연락을 차단하는 계획을 세웠으나, 에도 결전이 무의미해져 굳이 더 이상 민중을 선동할 필요도 없었고 재정도 부족하던 유신정부는 소작료 반감은 불가능하고 적보대가 마음대로 약속한 것이라며 정부는 약속을 이행할 의무가 없다고 입을 닦았다. 그리고 동산도군에서 시나노의 각 가문들에게 유언비어를 퍼뜨린 적보대를 토벌하라는 명령을 내림으로써 유신정부는 적보대를 토사구팽했다. 애초 적보대 역시 고의적으로 막부군을 도발해 민간인 피해를 키웠고 이세국, 나가시마번 등에서는 군자금 명목으로 3000냥을 약탈하기도 하는 등, 결코 정의의 군대라고 할 수는 없는 조직이었다. 그 구성원 역시 평민이 대다수였고 문서 증거를 남기지 않았기 때문에 팽하는 데 큰 부담을 느끼지 못한 것으로 생각된다.
2월 17일 오이와케 숙에서 고모로번군 등에게 습격당한 적보대 1번대는 참패하여 3월 3일 대장 사가라와 시부야 소고 등 8명이 처형되었다. 그러나 적보대 가담자 중에서도 귀족은 처형에서 제외되었다. 2번대는 교토로 돌아갔다가 징병되어 유신정부군 7번대에 편입되었고, 3번대는 약탈 행위가 심해서 구와나 군 인근에서 많은 대원들이 처형당했다.
일본 제국 성립 이후 사가라의 손자인 기무라 가메타로는 적보대 관계자의 명예 회복을 위해 노력했고 1928년 전원은 아니지만 복권이 이루어졌다.
1980년대 아사히 신문에 가해진 정체불명의 테러 및 협박 사건의 범인(또는 범인들)도 스스로를 "적보대"라고 칭했고, 이에 해당 사건들을 적보대 사건이라고 부른다. 유신 내전기 전후를 배경으로 하는 일본 만화 《바람의 검심》에도 적보대와 관련된 등장인물들이 존재하며, 그 상세 내용 역시 역사상의 사건과 큰 차이 없이 전개된다.